# فيليكس هوانغ
فيليكس هوانغ (بالصينية: 黃日華) هو ممثل صيني، ولد في 4 سبتمبر 1961 بهونغ كونغ البريطانية في المملكة المتحدة.

## وصلات خارجية
- فيليكس هوانغ على موقع IMDb (الإنجليزية)
- فيليكس هوانغ على موقع ميوزك برينز (الإنجليزية)
- فيليكس هوانغ على موقع قاعدة بيانات الفيلم (الإنجليزية)